# Agametrus peruvianus
Agametrus peruvianus är en skalbaggsart som först beskrevs av François Louis Nompar de Caumont de Laporte 1835.  Agametrus peruvianus ingår i släktet Agametrus och familjen dykare. Inga underarter finns listade i Catalogue of Life.